# Мара Лишанка
Мара Лишанка (Мара-и-лишанка, Мара-й-лишанка) е момински обичай, изпълняван сред рупците в Странджа (Русокастро, Драчево, Пънчево, Грудово, Росеново, Дюлево и др.). Изпълнява се в срядата след Великден (Празна или Светла сряда от т. нар. Томина неделя) и се прави за плодородие, за дъжд, както и за предпазване от градушка, магии и болести.

## Обичаи
От три омъжени булки (или три моми) вземат по един червен и жълт чехъл. Тези чехли се напъхват един в друг така, че червените да са отгоре, а жълтия най-отдолу и после ги оформят като кукла, накичена като булка – с невестинско було и накити. Тази кукла, носеща името Мара Лишанка се приготвя в къща, в която няма умрели деца. При направата присъстват всички моми; после те я взимат и тръгват с нея из селото, като куклата се носи от мома с живи родители и която е лазарувала и кумичила. На определено за целта място, често и сред селото, момите спират и, хванати за ръце, оформят две редици, една зад друга, във формата на полукръг. Момата с куклата застава срещу тях, а момите две по две (по една от външната и вътрешната редица) водят с нея (т.е. с куклата Мара Лишанка) диалог в песенна форма, като диалогът е с брачно-пожелателна насоченост. След това момата подава куклата на тази от вътрешната редица, която заема мястото ѝ и диалогът се повтаря с другите моми. След като се изредят всички, момите, съпровождани от населението на цялото село, излизат от него, обикалят нивите и спират на реката, където се измиват, свалят булото и накитите от куклата и я „изкъпват“ (т.е. потапят чехлите във водата), след което се прибират.
На някои места ергените също вземат участие в обичая, който като цяло е с ярко изразена брачна символика.